# 罗伯特·F·科尔曼

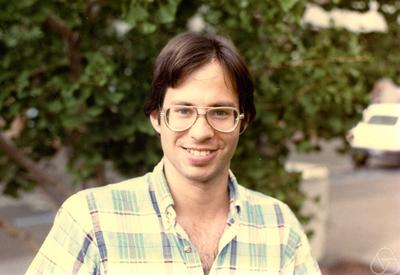
1983年的罗伯特·F·科尔曼

罗伯特·F·科尔曼（英語：Robert F. Coleman，1954年11月22日—2014年3月24日），是一名美国数学家和加州大学伯克利分校教授，他最初研究于数论，包括P进分析和算术几何学。
2014年3月24日，去世于家中，享年59岁。